# Double You
Double You är en italiensk popgrupp inom discogenren bildad 1985. Bland deras låtar märks Me And You, Dancing with an Angel, Please Don't Go och We All Need Love.